# Toyota Corolla E210
Pour un article plus général, voir Toyota Corolla.
 (mai 2022).
La Toyota Corolla (modèle E210) est une berline compacte du constructeur automobile japonais Toyota produite à partir de 2018. Elle est la douzième génération de Corolla, patronyme le plus vendu dans le monde avec 45 millions d'exemplaires cumulés. Elle met un terme à la dénomination Auris en reprenant le nom Corolla, abandonné en 2004 pour l'Europe.

## Historique

### Préambule

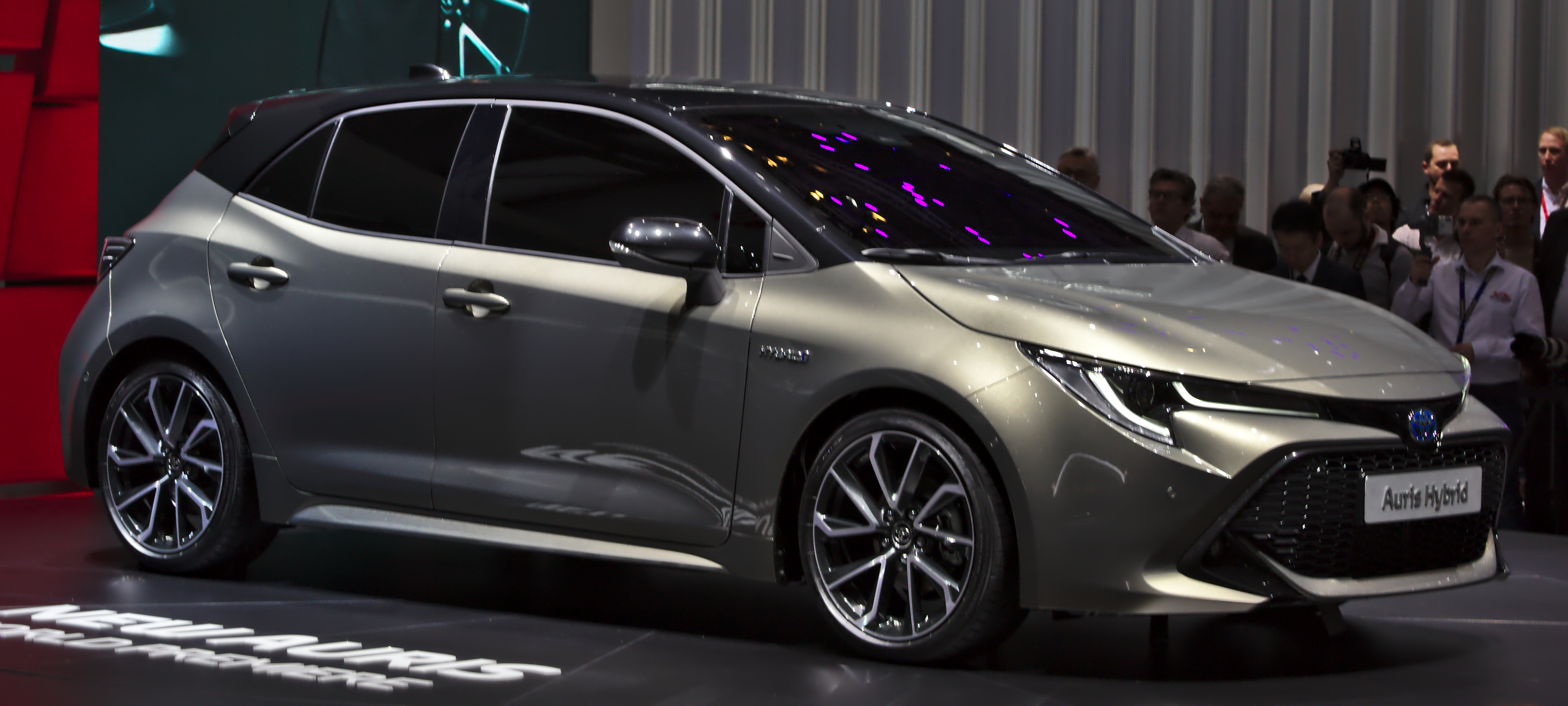
Toyota Auris au Salon de Genève 2018

La troisième génération de la Toyota Auris est présentée au Salon international de l'automobile de Genève 2018. La marque ne présente que la carrosserie de la nouvelle Auris, l'habitacle devait être dévoilé en fin d'année au Mondial Paris Motor Show 2018.
Puis en août 2018, Toyota abandonne officiellement la dénomination "Auris", nom de sa berline pour le marché européen, au profit de Corolla, nom mondialement connu depuis 1966.

### Présentation officielle
C'est donc la Toyota Corolla E210, 12e génération de Corolla, qui est exposée au salon de Paris, en version 5 portes (hayon), accompagnées de sa version break Corolla Touring Sports. Elle continuera à utiliser le nom "Auris" à Taïwan où elle est commercialisée à partir de septembre 2018,.

### Phase 2
La Corolla européenne reçoit un restylage présenté en juin 2022, commercialisé en juillet, avec des livraisons attendues pour le début d'année 2023,.
Les modifications esthétiques sont contenues : calandre à motif maillé, enjoliveurs d'antibrouillards, nouvelles jantes, nouvelles teintes, et enfin phares bi-LED et feux de route pour les versions supérieures. La finition GR Sport reçoit également un traitement plus distinctif qu'auparavant, avec des jantes alliage 18" inédites, un bouclier arrière redessiné, des logos GR dans l'habitacle et des sièges plus personnalisés,.
D'un point de vue mécanique, la Corolla hybride adopte la cinquième génération d'hybridation Toyota. Le 1.8 hybride passe de 122 ch à 140 ch, et le 2.0 de 184 ch à 196 ch, ce qui permet une nette amélioration des performances du modèle,.
Enfin, le système d'infodivertissemment subit une importante refonte et de nouveaux équipements de sécurité intelligents équipent désormais le véhicule,.

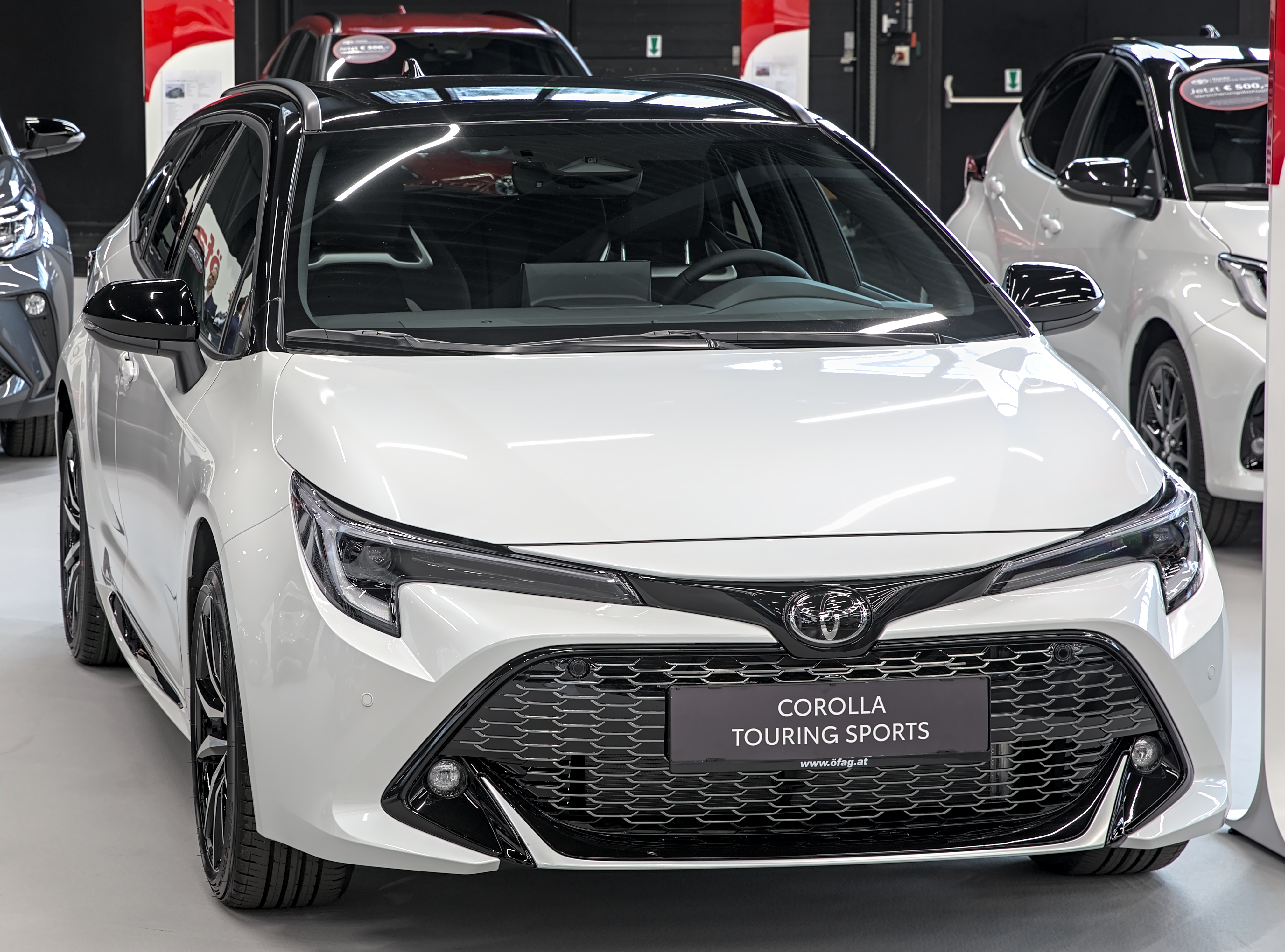
2023 Toyota Corolla Touring Sports GR Sport Hybrid (Phase 2, Europe)
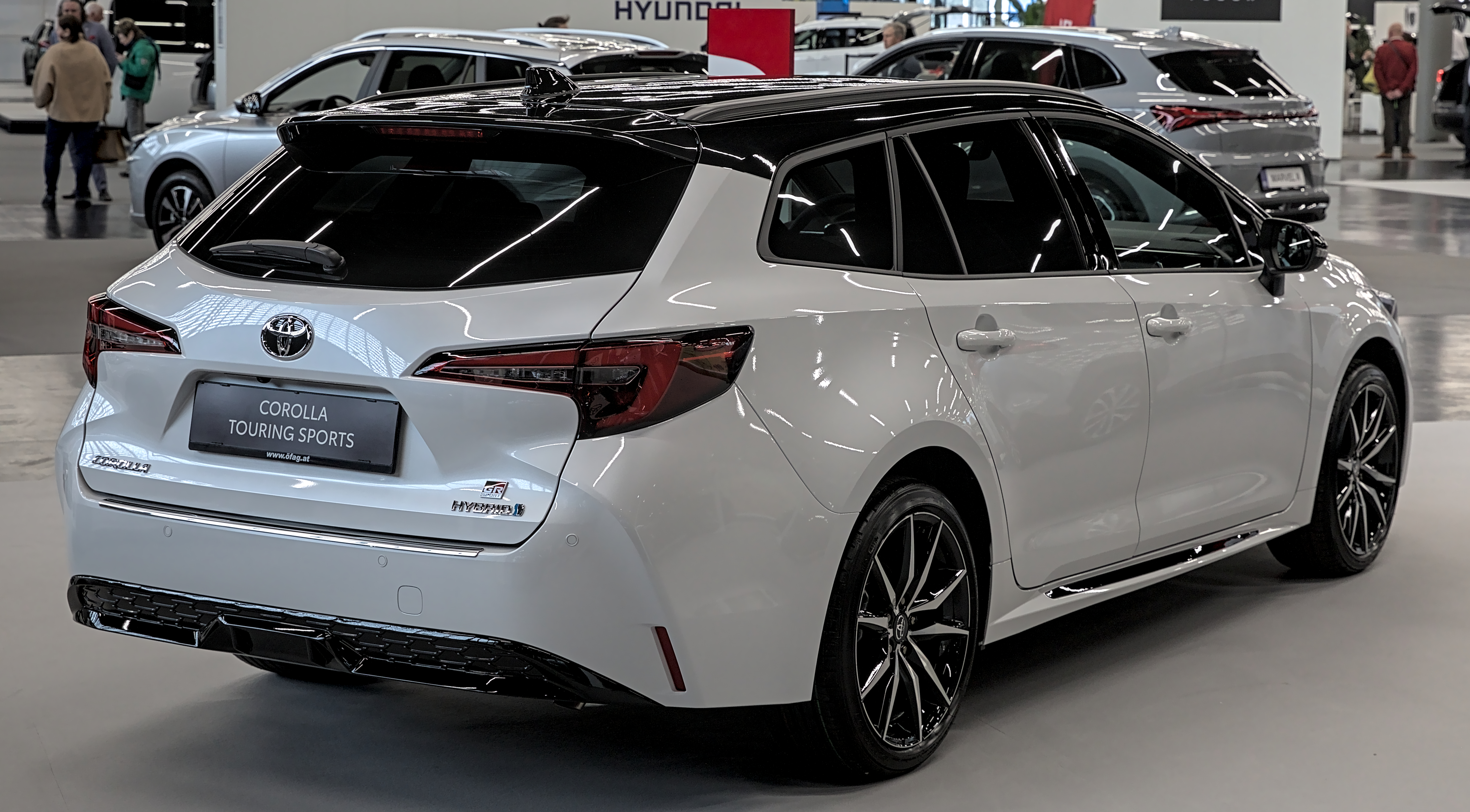
2023 Toyota Corolla Touring Sports GR Sport Hybrid (Phase 2, Europe)

## Caractéristiques techniques
La Corolla XII repose sur la nouvelle plateforme modulaire TNGA GA-C (Toyota New Global Architecture) pour les modèles compacts.

### Motorisations
La Corolla est motorisée uniquement avec des blocs moto-propulseurs hybrides, soit le moteur 1,8 litre de 122 ch associé à une batterie Lithium-ion, soit le nouveau 4-cylindres 2 litres hybride de 180 ch associé à une batterie nickel-métal-hydrure. La Corolla n'est plus commercialisée en motorisation diesel.
| Logo de Toyota                                     | Toyota Corolla (E210)                                                         | Toyota Corolla (E210)                                                             |
| Logo de Toyota                                     | 122h                                                                          | 180h                                                                              |
| -------------------------------------------------- | ----------------------------------------------------------------------------- | --------------------------------------------------------------------------------- |
| Carburant                                          | Essence + Hybride                                                             | Essence + Hybride                                                                 |
| Moteur                                             | 4-cylindres                                                                   | 4-cylindres                                                                       |
| Admission                                          | Atmosphérique                                                                 | Atmosphérique                                                                     |
| Cylindrée (cm3)                                    | 1 798                                                                         | 1 998                                                                             |
| Puissance maximale ch (kW)                         | Thermique : 98 ch (72 kW) Électrique : 72 ch (53 kW) Cumulée : 122 ch (90 kW) | Thermique : 153 ch (112 kW) Électrique : 109 ch (80 kW) Cumulée : 180 ch (132 kW) |
| Couple maximal (N m)                               | 142                                                                           | 190                                                                               |
| Boîte de vitesses                                  | A train épicycloïdal (e-CVT)                                                  | A train épicycloïdal (e-CVT)                                                      |
| Transmission                                       | Traction                                                                      | Traction                                                                          |
| Vitesse maximale (km/h)                            | 180                                                                           | 180                                                                               |
| 0-100 km/h (s)                                     | 10,9 [11,1]                                                                   | 7,9 [8,1]                                                                         |
| Consommation (eℓ/100 km) urbain/extra-urbain/mixte | 3,2/3,6/3,3                                                                   | 3,4/3,8/3,7                                                                       |
| Émissions de CO2 (g/km)                            | 76 [76]                                                                       | 86 [87]                                                                           |
| Masse à vide (kg)                                  | 1 345 [1 345]                                                                 | 1 410 [1 510]                                                                     |

[ ] : version break Touring Sports

## Variantes

### Corolla Touring Sports
Toyota expose la version break de la Corolla au Mondial de l'Auto 2018, qu'il présente comme « modèle à part entière ».
La Toyota Corolla Touring Sports propose une version bicolore, avec le toit et les montants noirs.
Depuis 2020, ce modèle est également commercialisé par le constructeur Suzuki sous le nom Suzuki Swace.

### Corolla Sedan
En novembre 2018, Toyota présente simultanément la Toyota Corolla 4 portes dans deux pays : à Carmel-by-the-Sea (en Californie, aux États-Unis) et au Salon de l'automobile de Guangzhou (en Chine).
Deux versions de cette Corolla tricorps existent : la Prestige et la Sporty.

#### Prestige
La Corolla Sedan avec l'avant dit "Prestige" est particulièrement reconnaissable à ses phares différents de ceux des versions à cinq portes. Globalement, sa face avant la rapproche stylistiquement d'une Toyota Camry XV70.
Cette version est notamment vendue en Chine (où elle est fabriquée par la joint-venture FAW-Toyota), à Taïwan, en Asie du Sud-Est, en Asie Centrale, au Moyen-Orient, en Afrique du Nord, en Europe de l'Est, en Europe de l'Ouest (notamment  Belgique, les Pays-Bas, l'Espagne, le Portugal et le Royaume-Uni, mais pas en France) et en Amérique du Sud.
En Asie du Sud-Est et à Taïwan, elle s'appelle Toyota Corolla Altis. On retrouve selon les pays de nombreuses appellations : Toyota Corolla Prestige, Toyota Corolla Sedan, etc.

##### Toyota Allion
FAW-Toyota commercialise en Chine une version à empattement allongé, la Toyota Allion.

#### Sporty

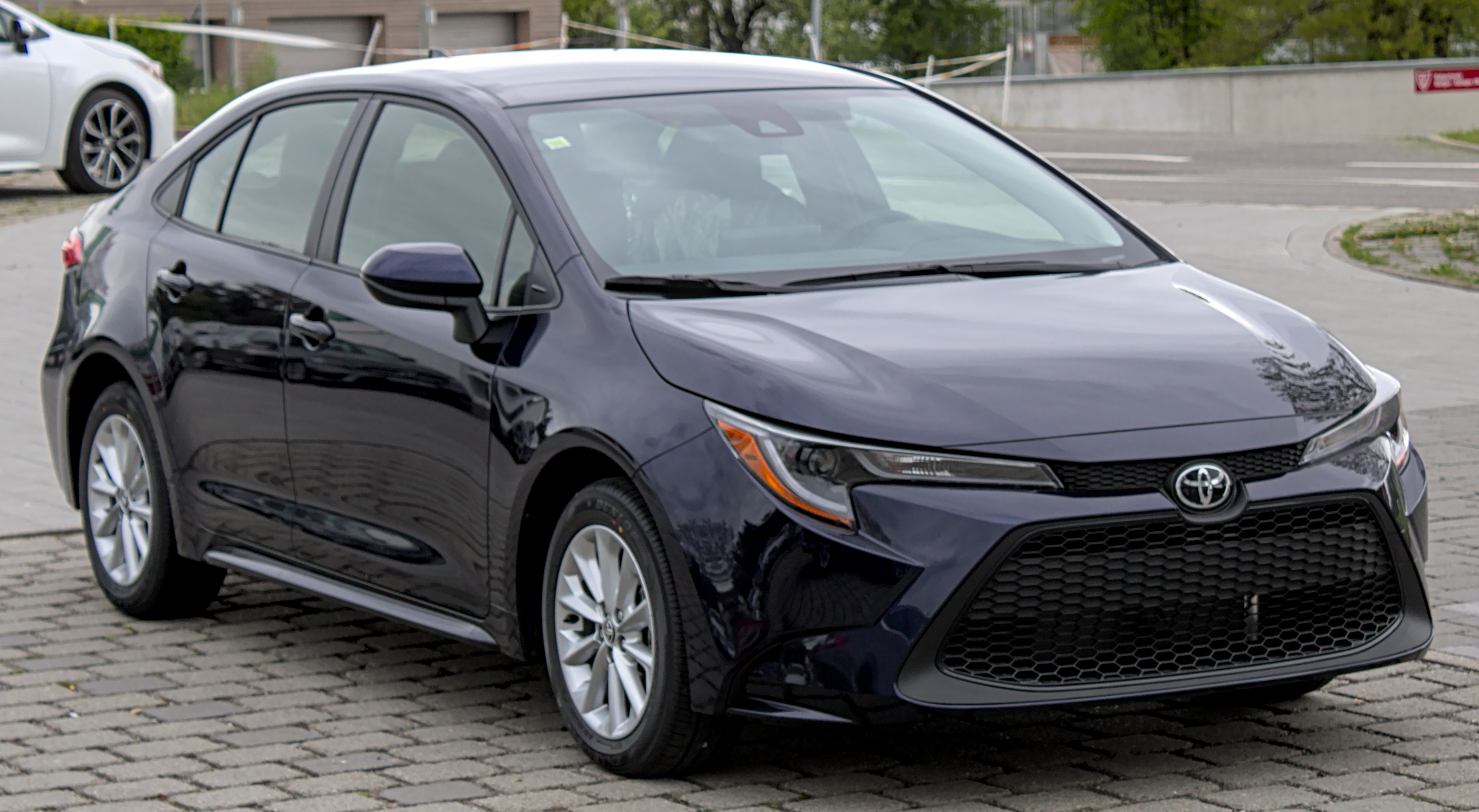
Toyota Corolla 4 portes phase 1 "Sporty"

Dans d'autres pays, la Corolla Sedan présente une face avant plus similaire à celle des Corolla à 5 portes, conservant ses feux en forme de crochet. Cette version est dite "Sporty".
Elle est commercialisée en Chine (où elle est fabriquée par GAC-Toyota, qui la vend sous le nom de Toyota Levin), en Amérique du Nord, en Australie, en Nouvelle-Zélande et en Afrique du Sud.
Elle est lancée au Japon en septembre 2019, dans une version inédite, plus courte de 135 mm,.

##### Toyota Levin GT
GAC-Toyota commercialise en Chine une version à empattement allongé, la Toyota Levin GT.

### GR Corolla

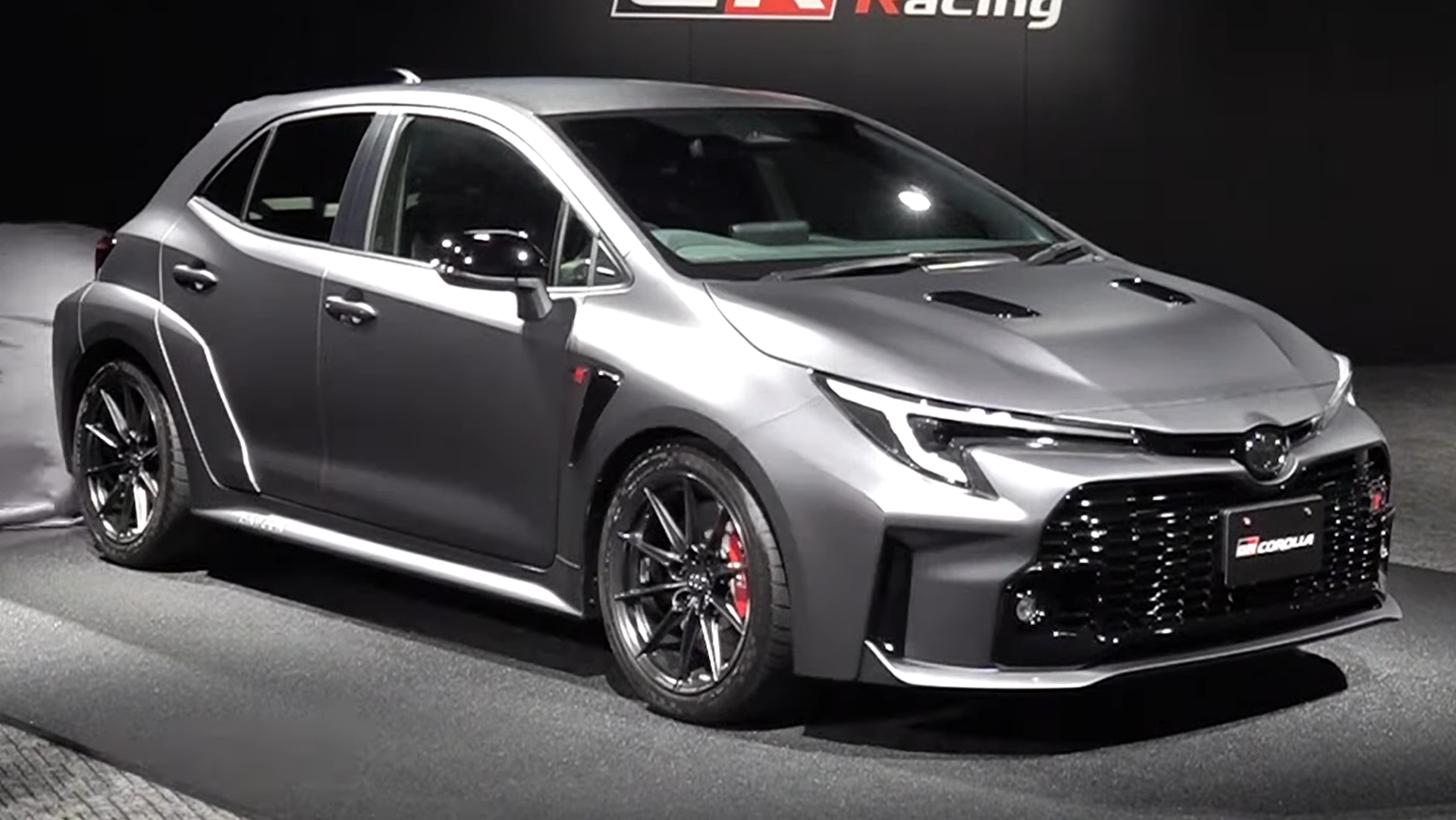
Toyota GR Corolla Morizo Edition

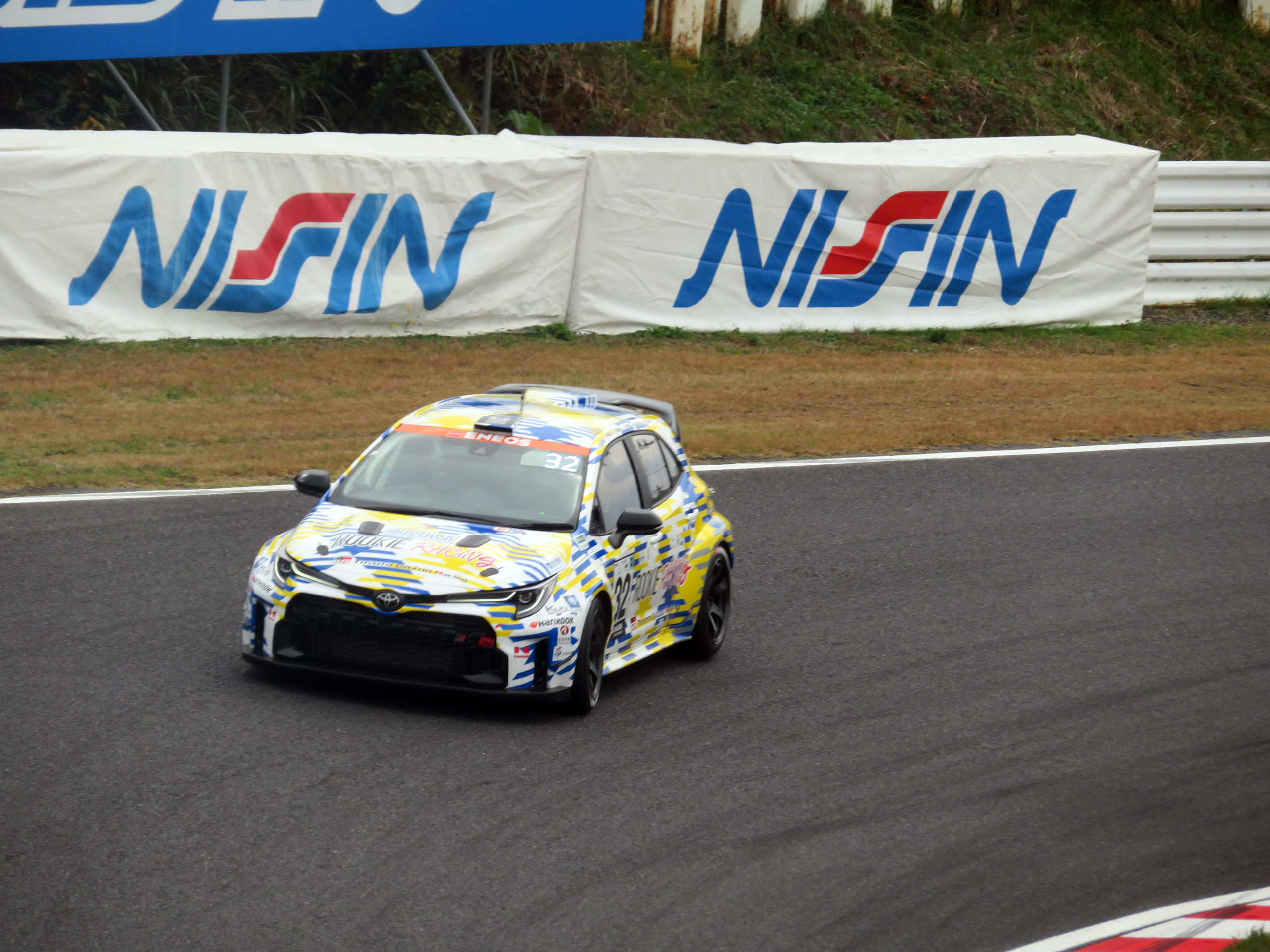
La GR Corolla H2 à hydrogène liquide aux 5 heures de Suzuka 2022.

La version sportive de la Corolla, baptisée GR Corolla (à ne pas confondre avec le niveau de finition Corolla GR Sport), est présentée dans la nuit du 31 mars au 1er avril 2022.
La Corolla reçoit un kit carrosserie la différenciant des autres Corolla. Elle se dote notamment d'une calandre plus imposante sur la face avant et de trois pots d'échappement à l'arrière (deux sur les côtés et un au centre). Les ailes de cette version sportive sont élargies de 2 cm à l'avant et 3 cm à l'arrière. Les voies sont quant à elles agrandies, respectivement, de 6 et 8,5 cm. Les disques atteignent 356 mm à l'avant et 297 mm à l'arrière. Les étriers comportent respectivement 4 et 2 pistons.
Avec une puissance de 304 ch, le moteur essence qui se trouve sous le capot de la GR Corolla est le 3-cylindres le plus puissant au monde. Cette version sportive est équipée de la transmission GR-Four déjà présente sur la GR Yaris. Elle propose trois modes de conduite différents et peut envoyer jusqu'à 70 % du couple aux roues arrière.
La GR Corolla est équipée d'un capot et de portes avant en aluminium, mais aussi d'un toit en CFRP. Ainsi, elle limite l'augmentation de sa masse par rapport aux versions hybrides en pesant 1 474 kg.
L'habitacle de cette version sportive reçoit des sièges "sport" spécifiques, un pédalier en aluminium ou encore un tableau de bord numérique atteignant 12,3 pouces. Ce dernier est également spécifique.
La GR Corolla est commercialisée sur les marchés nord-américain et japonais, mais pas sur le marché européen,.
En juin 2022, Toyota lance une série limitée GR Corolla Morizo Edition, avec plus de couple (400 au lieu de 370 nM) et allégée de 45 kilos grâce au retrait de la banquette arrière.
|                                                      | 1.6                                |
| ---------------------------------------------------- | ---------------------------------- |
| Moteur                                               | 3-cylindres essence                |
| Admission                                            | Turbocompresseur                   |
| Cylindrée (cm3)                                      | 1 618                              |
| Puissance maximale ch (kW)                           | 304 (225)                          |
| au régime de (tr/min)                                | 6 500                              |
| Couple maximal (N m)                                 | 370                                |
| au régime de (tr/min)                                | de 3 000 à 5 500                   |
| Boîte de vitesses                                    | Manuelle 6 rapports (BVM6)         |
| Transmission                                         | 4 roues motrices (système GR-Four) |
| Vitesse maximale (en km/h)                           |                                    |
| 0-100 km/h (en s)                                    |                                    |
| Consommation (en ℓ/100 km) urbain/extra-urbain/mixte |                                    |
| Émissions de CO2 (en g/km)                           |                                    |
| Capacité du réservoir (en ℓ)                         |                                    |
| Masse à vide (kg)                                    | 1 474                              |

## Finitions

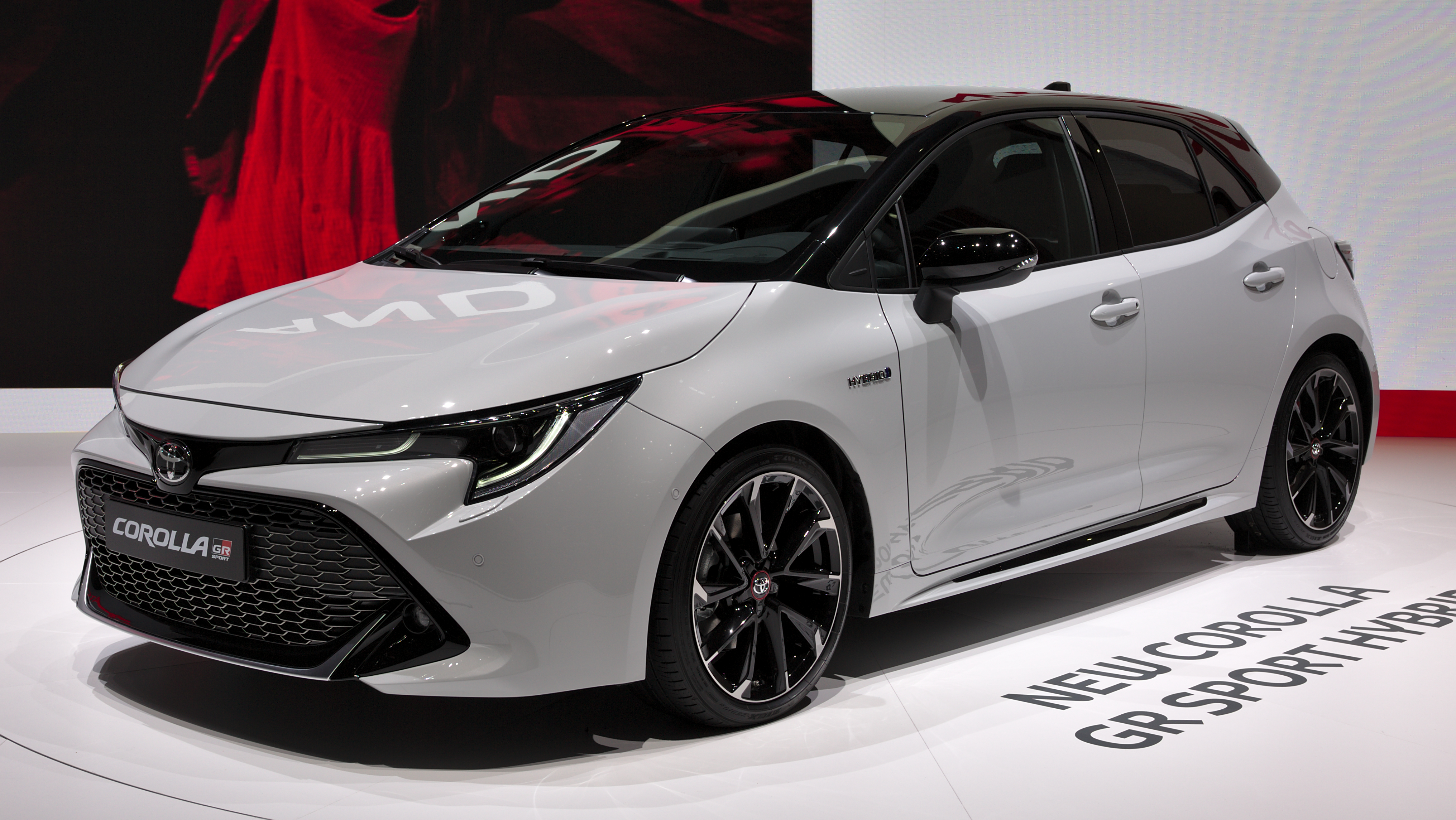
Toyota Corolla GR Sport phase 1

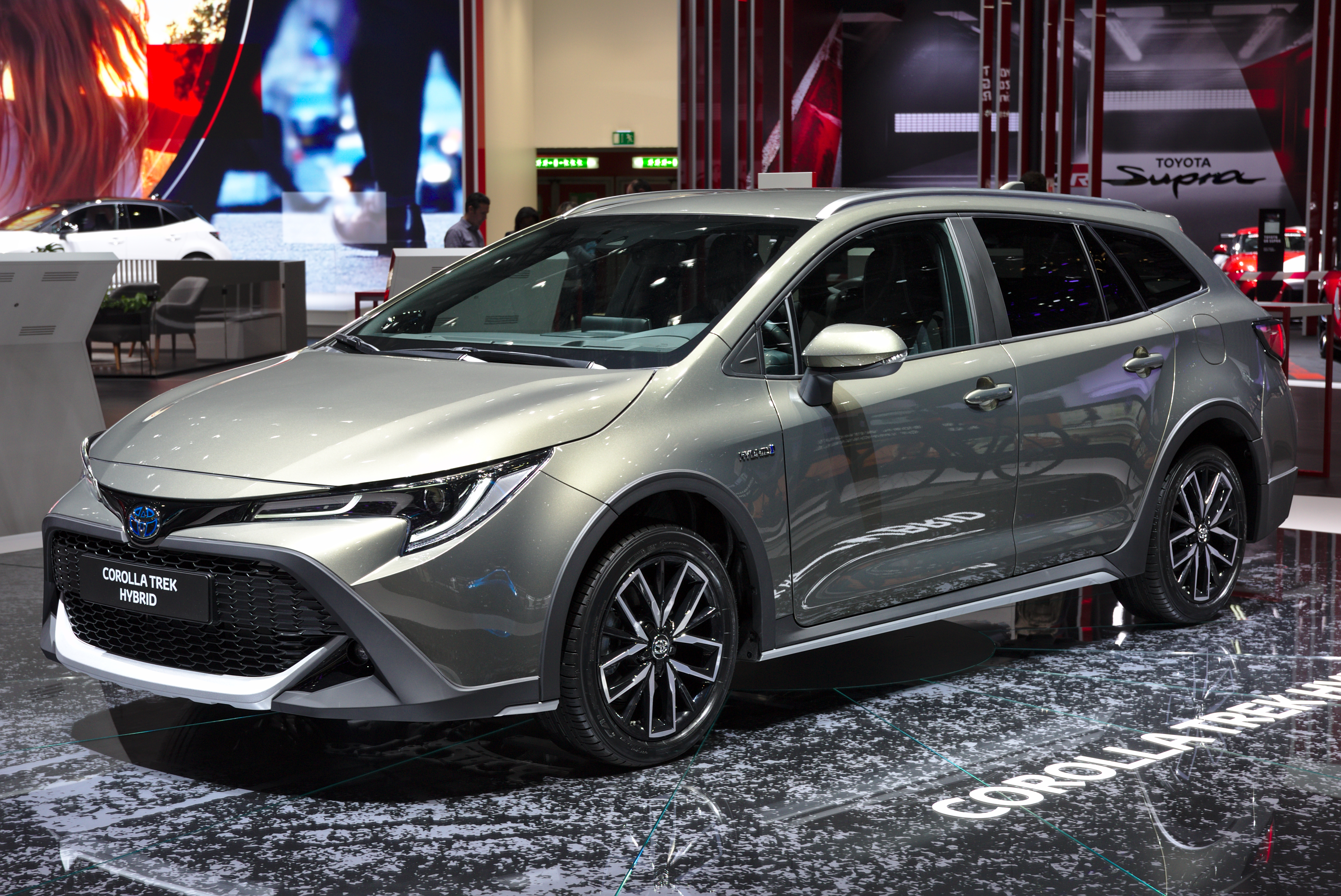
Toyota Corolla Trek phase 1

- Active
- Dynamic
- Design
- Collection
- GR Sport
- Trek

### Série spéciale
- Corolla Touring Sports Trek Special Edition[21]
- GR Corolla Circuit Edition (réservée au marché américain)[17]
- GR Corolla Morizo Edition (200 exemplaires en Amérique du Nord + ? au Japon)[20]